# Pejibaye
Pejibaye är en ort i Costa Rica.   Den ligger i provinsen Cartago, i den centrala delen av landet, 40 km öster om huvudstaden San José. Pejibaye ligger 652 meter över havet och antalet invånare är 1 630.
Terrängen runt Pejibaye är huvudsakligen lite bergig. Pejibaye ligger nere i en dal. Runt Pejibaye är det ganska glesbefolkat, med 50 invånare per kvadratkilometer. Närmaste större samhälle är Turrialba, 10,6 km norr om Pejibaye. I omgivningarna runt Pejibaye växer i huvudsak städsegrön lövskog.